# シーリーン・アブーアークレ

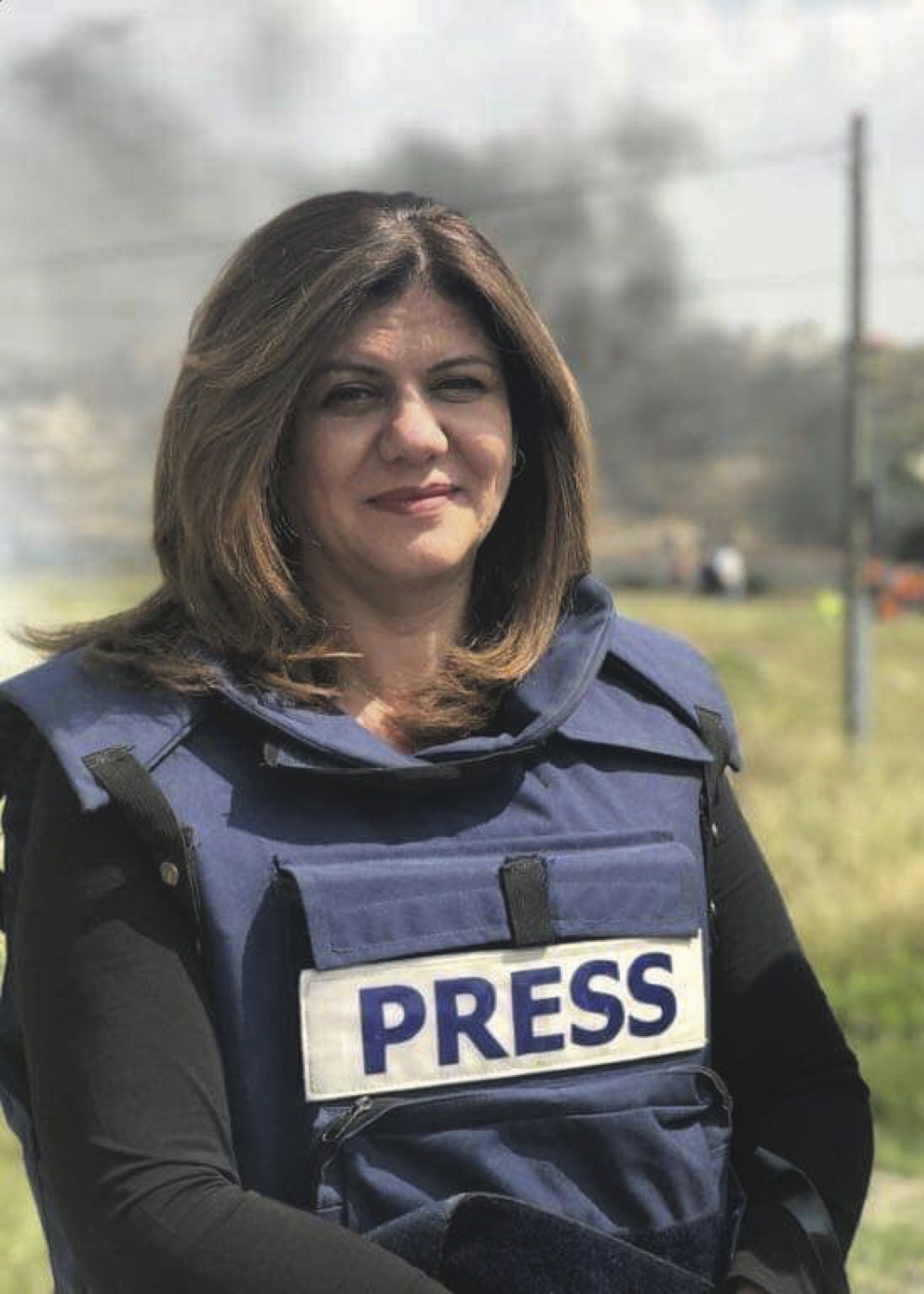
シーリーン・アブーアークレ

シーリーン・アブーアークレ（アラビア語: شيرين أبو عاقلة, ラテン文字転写: Šīrīn Abū ʿĀqle, 英: Shirin Abu Akleh / Abu Aqleh; 1971年4月3日 – 2022年5月11日）は、中東の報道局アルジャジーラの女性ジャーナリスト。

## 生涯
パレスチナにルーツを持つアメリカ人。アルジャジーラのアラビア語チャンネルで25年間にわたり報道を務めた。アブーアークレは、ヨルダン川西岸地区の現地取材を長年続け、よく知られた存在だった。アラブ世界を代表するジャーナリストであったのみならず、報道を志すアラブ人女性のロールモデルでもあった。
2022年5月11日、アブーアークレは、イスラエルが占領するパレスチナのヨルダン川西岸地区のジェニーン難民キャンプに対するイスラエル軍の襲撃を報道している最中に、射撃を受けて死亡した。アブーアークレの死亡、葬儀における暴力の責任をめぐってイスラエル軍に対して国際的な非難が寄せられた。
アブーアークレは "PRESS" の防護服を身に着けており、彼女の同僚らがイスラエル軍の兵士に撃たれたことを証言したにもかかわらず、イスラエル政府は責任を否定し、パレスチナ側民兵のしわざであるとした。後日、イスラエル軍は「イスラエル軍あるいはパレスチナ側民兵のいずれかの銃火により死亡した可能性を示す証拠を見つけた」と声明を発表した。ニューヨークタイムズ、ワシントンポスト、CNNといった複数の国際的な報道機関が調査を始め、銃撃は意図的に彼女を狙ってなされたものであったと結論した。国際連合人権高等弁務官事務所、パレスチナ自治政府、アメリカ合衆国国務省もそれぞれ調査し、同じ結論に達した。9月5日にイスラエル軍は、自軍の銃火が「偶然彼女に命中した可能性が高い」ことを認めたが、この声明はあくまでアメリカ合衆国の要望に沿ったものであり、彼女の死亡に関して訴追等の処置をとるつもりがないと付け加えた。
アルジャジーラは、イスラエル軍が9月20日に示した「偶発的な事故であった」説を裏付ける証拠に関して否定的な見解を報道している。ロンドンを拠点とする調査機関 Forensic Architecture は、むしろアブーアークレが射殺対象として注意深く選ばれていたことを示す証拠を提示した。Forensic Architecture によると、銃撃が発生したエリアが非戦闘エリアであるにもかかわらず、アブーアークレに対する「医療的処置が積極的かつ慎重に拒否」されていた。アブーアークレの葬儀もイスラエル軍の暴力的な介入により中断を余儀なくされた。
アムネスティ・インターナショナルは、アブーアークレの銃撃死亡事件により「パレスチナ人の自由を奪うためのむごいシステム」の存在にあらためて気づかされるとし、過剰で暴力的な警察力の行使は国際法に違反する超法規的処刑につながりかねないと懸念を表明した。

## 典拠
1. 1 2  Gostoli, Ylenia (2022年5月13日). “How Shireen Abu Akleh inspired a generation of female reporters” (英語) 2022年6月20日閲覧。
2. ↑  “A Look Back at Shireen Abu Akleh: A Journalist Who Inspired Generations” (英語). About Her. (2022年5月21日) 2022年6月20日閲覧。
3. ↑  “Palestinian-American Al Jazeera journalist Shireen Abu Akleh killed covering Israel Defense Forces raid in West Bank” (英語). CBS News (2022年5月11日). 2022年5月12日閲覧。
4. 1 2  staff, T. O. I.. “After international outcry, police open probe into violence at reporter's funeral”. www.timesofisrael.com. 2022年11月11日閲覧。
5. 1 2 3 4  “Initial IDF probe of reporter's death proposes 2 scenarios for who fired fatal shot”. Times of Israel. 2022年11月11日閲覧。
6. ↑  CNN, Hadas Gold and Abeer Salman (2022年9月5日). “Israeli military admits Shireen Abu Akleh likely killed by Israeli fire, but won't charge soldiers”. CNN. 2022年11月11日閲覧。
7. 1 2 3  Staff, Al Jazeera. “Joint investigation finds Abu Akleh's killing 'deliberate'”. www.aljazeera.com. 2022年11月11日閲覧。
8. ↑  “Thousands honour slain Al Jazeera journalist Shireen Abu Akleh” (英語). Al Jazeera (2022年5月11日). 2022年5月11日時点のオリジナルよりアーカイブ。2022年5月11日閲覧。